# Cladium costatum
Cladium costatum är en halvgräsart som beskrevs av Julian Alfred Steyermark. Cladium costatum ingår i släktet agsläktet, och familjen halvgräs. Inga underarter finns listade i Catalogue of Life.